# ديفيد سويفت
ديفيد سويفت (بالإنجليزية: David Swift)‏ هو رسام رسوم متحركة وكاتب سيناريو ومخرج وممثل أمريكي، ولد في 27 يوليو 1919 في الولايات المتحدة، وتوفي في 31 ديسمبر 2001 بسانتا مونيكا في الولايات المتحدة بسبب قصور القلب.

## أعمال

### أفلام
- (1962) المتدربون
- (1972) رحلات مع عمتي[7][8]
- (1998) ذي بارينت تراب

## وصلات خارجية
- ديفيد سويفت على موقع IMDb (الإنجليزية)
- ديفيد سويفت على موقع ألو سيني (الفرنسية)
- ديفيد سويفت على موقع أول موفي (الإنجليزية)
- ديفيد سويفت على موقع قاعدة بيانات الأفلام السويدية (السويدية)
- ديفيد سويفت على موقع قاعدة بيانات الفيلم (الإنجليزية)
- ديفيد سويفت على موقع كينوبويسك (الروسية)